# Peperomia crinigera
Peperomia crinigera är en pepparväxtart som beskrevs av William Trelease. Peperomia crinigera ingår i släktet peperomior, och familjen pepparväxter. Inga underarter finns listade i Catalogue of Life.